# فصة بلانش
الفصة البلانشية نوع نباتي يتبع جنس الفصة من الفصيلة البقولية. اسمه العلمي (باللاتينية: Medicago blancheana). سميت على اسم عالمة النبات الأمريكية لويلا بلانش إنغل.

## الموئل والانتشار
موطنها بلاد الشام وتركيا وقبرص.

## مرادفات للاسم العلمي
- (باللاتينية: Medicago bonarotiana Arcang.)
- (باللاتينية: Medicago rotata subsp. bonarotiana (Arcang.) Ponert)
- (باللاتينية: Medicago blancheana var. bonarotiana (Arcang.) Arcang.)